# Walking (Kurzfilm)
Walking ist ein kanadischer animierter Kurzfilm von Ryan Larkin aus dem Jahr 1969.

## Handlung
Der Umriss eines gleichmäßig laufenden Mannes mit den Händen in den Taschen erscheint. Stehende oder sitzende Menschen an Haltestellen, in Autos oder Cafés sind zu sehen und werden von anderen laufenden Menschen abgelöst. Verschiedene Zeichentechniken werden für die Darstellung laufender Menschen verwendet, die stets den weißen Untergrund überqueren. Gemächliches Schreiten eines Mannes und das Laufen eines Kindes und einer jungen Frau wird gezeigt und alles unterscheidet sich von der Fortbewegung einer Gruppe barfüßiger Jungen oder verschleierter Frauen in langen Kleidern. Andere Personen rennen, schlagen Purzelbaum oder bewegen sich in tanzenden Formen fort, drehen sich oder stocken im Lauf, um anschließend schneller weiterzugehen. Es folgt eine Menschengruppe unterschiedlichen Alters und verschiedener Größe, die gemeinsam die weiße Fläche überquert. Am Ende ist wieder der Umriss des gleichmäßig laufenden Mannes zu sehen, der langsam näher kommt und den Bildschirm ausfüllt.

## Produktion
Walking, französischer Verleihtitel En marchant, kam am 21. Dezember 1969 in die Kinos. Der Film enthält keine Dialoge. Die verschiedenen Laufstile werden in verschiedenen Maltechniken animiert, darunter Wasserfarbe und Tinte. Ausschnitte aus Walking wurden für den semibiografischen Animationsfilm Ryan genutzt, der sich um das Leben Ryan Larkins dreht und 2005 mit einem Oscar ausgezeichnet wurde.

## Auszeichnungen
Walking wurde 1970 für einen Oscar in der Kategorie „Bester animierter Kurzfilm“ nominiert, konnte sich jedoch nicht gegen It’s Tough to Be a Bird durchsetzen.
Auf dem Krakowski Festiwal Filmowy wurde Larkin 1969 mit einem C.I.D.A.L.C. Award ausgezeichnet.